# مخطوطة أروندل

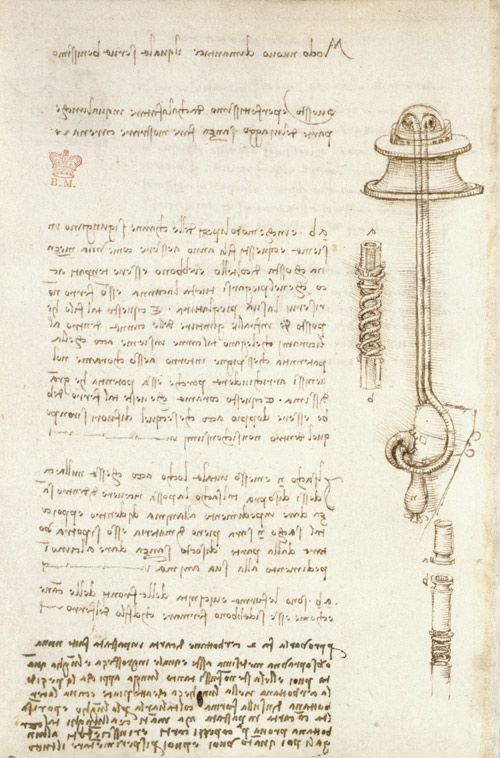
وثيقة من دستور أروندل: دراسة جهاز تنفس تحت الماء للغواصين

دستور أروندل ، ( المكتبة البريطانية ، Arundel ، 263) عبارة عن مجموعة ملزمة من صفحات الملاحظات التي كتبها ليوناردو دا فينشي ويعود تاريخها في الغالب ما بين 1480 و 1518. يحتوي مجلد المخطوطات على عدد من الرسائل حول مجموعة متنوعة من الموضوعات ، بما في ذلك الميكانيكا والهندسة . جاء اسم المخطوطة من إيرل أروندل ، الذي حصل عليها في إسبانيا في ثلاثينيات القرن التاسع عشر. وهي تشكل جزءًا من مخطوطات المكتبة البريطانية أروندل .

## الوصف
تحتوي المخطوطة على 283 ورقة من أحجام مختلفة ، معظمها حوالي 22   سم × 16   سم.  فقط عدد قليل من الأوراق فارغة. تم ترقيم ورقتين ، 100 و 101 ، بشكل خاطئ مرتين. المخطوطة عبارة عن مجموعة من مخطوطات ليوناردو نشأت من كل فترة في حياته العملية ، وهي تمتد على 40   سنوات من 1478 إلى 1518.  يحتوي على أطروحات قصيرة وملاحظات ورسومات حول مجموعة متنوعة من الموضوعات من الميكانيكا إلى رحلة الطيور. من نص ليوناردو ، يبدو أنه جمع الصفحات معًا بقصد طلبها وربما نشرها. استخدم ليوناردو عادة ورقة واحدة من الورق لكل موضوع ، بحيث يتم تقديم كل ورقة كرسالة متماسكة صغيرة على جانب من الموضوع ، منتشرة عبر ظهر وعدد من الصفحات. تم فقد هذا الترتيب من خلال مجلدات كتب لاحقة قاموا بتقطيع الأوراق إلى صفحات ووضعوها فوق بعضها البعض ، وبالتالي فصل العديد من الموضوعات إلى عدة أقسام مما أدى إلى ترتيب يبدو عشوائيًا. 
وهو مشابه لـمخطوطة ليستر ، وهو أيضًا عبارة عن تجميع للملاحظات والرسوم البيانية والرسومات.  يُعرف الدستور الغذائي بأنه الثاني في الأهمية بالنسبة لهيئة مخطوطة أتلانتيكس . 

## التاريخ
كُتبت المخطوطة في نهاية القرن الخامس عشر وبداية القرن السادس عشر في إيطاليا. يمكن تأريخ معظم الصفحات بين 1480 و 1518.  لا يُعرف إلا القليل عن المصدر المبكر للمخطوطات حتى تم الحصول عليها من قبل الجمعية الملكية . 
قام توماس هوارد ، إيرل الثاني من أرونديل (1585–1646) ، جامع الأعمال الفنية والسياسي ، بشراء المخطوطة في أوائل القرن السابع عشر. هنري هوارد (1628-1684) ، دوق نورفولك السادس ، قدم إلى الجمعية الملكية عام 1667. قام وليام بيري ، أمين المكتبة ، بفهرسة المخطوطة لأول مرة عام 1681 كمفكرة علمية ورياضية. 
تم شراؤها من قبل المتحف البريطاني من الجمعية الملكية مع 549 مخطوطات أروندل أخرى (نصف مجموعة أروندل) في عام 1831. تم فهرستها من قبل المتحف البريطاني في عام 1834. يوجد في المكتبة البريطانية (Arundel 263).
تم نشر الفاكس في عام 1998.  في 30 يناير 2007 ، أصبحت المخطوطة جزءًا من مشروع المكتبة البريطانية «قلب الصفحات» ، عندما تم رقمنتها مع مخطوطة ليستر ، وأصبحت متاحة بتنسيق 2.0.  تم إعادة توحيد هاتين المخطوطة من دفاتر ملاحظات ليوناردو على الإنترنت. 